# Boudica

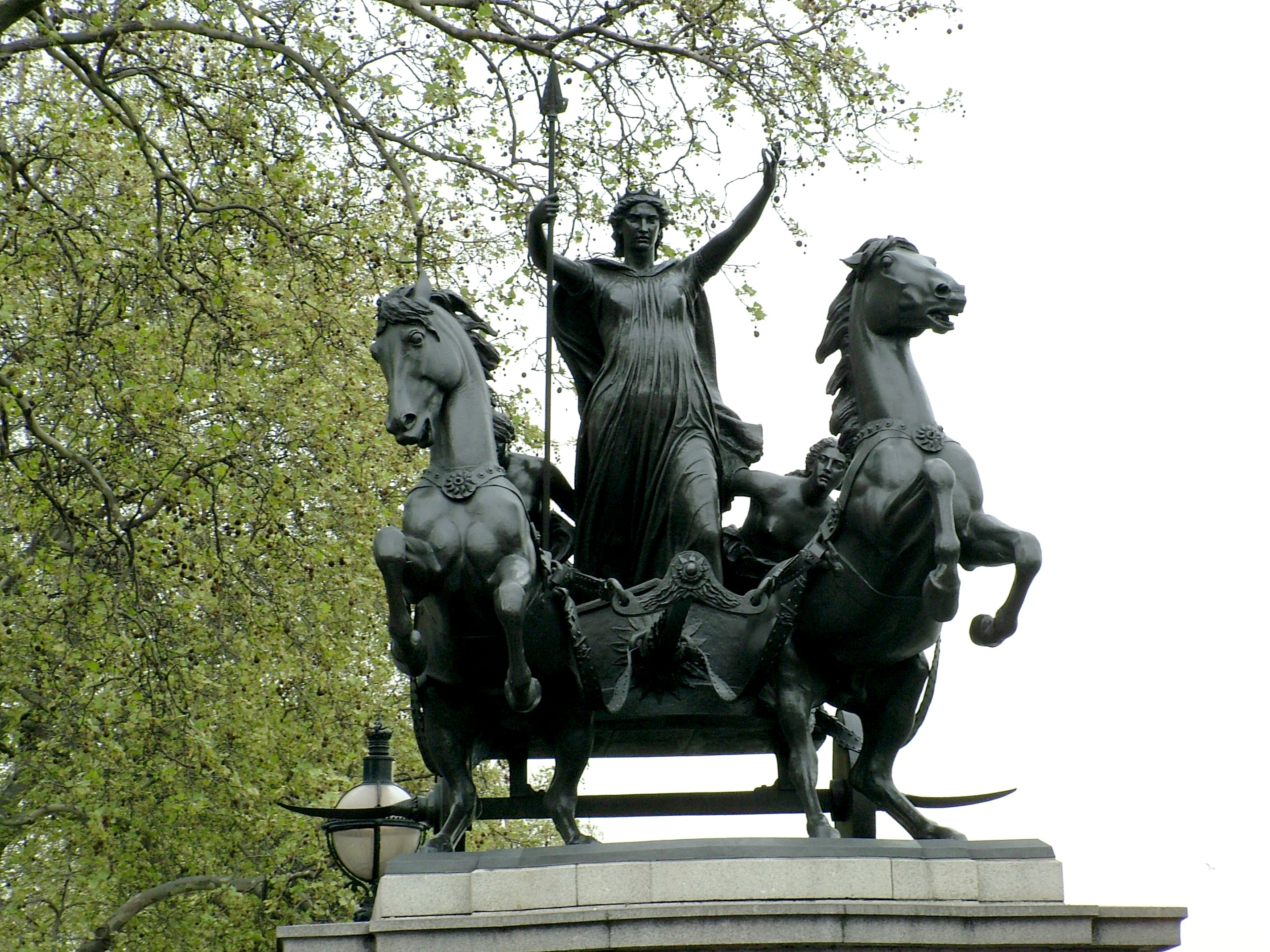
Boudica szobra Westminster Pier közelében

Boudica (másként Boudicca, Boadicea, Buduica, Bonduca) (Kr. u. 60/61) a Délkelet-Britanniában élő brit kelta törzs, az icenusok királynője volt, aki a Római Birodalom ellenséges erői ellen vezetett jelentős törzsi felkelést. Férje, az icenus király, Prasutagus halála után (60 körül), a rómaiak átvették az uralmat az icén területek felett és brutálisan meggyalázták Boudicát és lányait, ami a későbbi felkeléshez vezetett.
60-ban vagy 61-ben, míg a kormányzó, Gaius Suetonius Paulinus Észak-Walesben Anglesey-szigetére vezetett hadjáratot a druidák ellen, az icenusok és a szomszédos törzs, a trinovantok Boudica vezetésével fellázadtak, elpusztították a korábban trinovant fővárost és akkoriban római helyőrséget, Camulodunum-ot (ma Colchester), és megfutamították a Quintus Petillius Cerialis vezette IX Hispana légiót. Boudica serege ezután porig égette az akkor húszéves Londinium (ma London) települést és elpusztította Verulamiumot (ma St Albans), megölve körülbelül 70 000–80 000 embert. A római császár, Nero azonnal visszahívta a szigeten állomásozó római erőket, ám akkorra Boudicát már legyőzte a Caius Suetonius Paulinus, a provincia kormányzójának nagyszámú fölényben levő serege a Watling Street-i ütközetben.
A krónikákba foglalt eseményeket, melyeket a történetírók, Tacitus és Cassius Dio lejegyeztek a reneszánsz korában ismét felfedezték és Boudica legendás alakja újra feltámadt a viktoriánus korban, amikor Viktória királynő saját portréját Boudica hasonmásaként festette meg. Boudica azóta is az Egyesült Királyság fontos kulturális szimbóluma maradt.

## Történet

### Boudica vagy Boadicea?
Míg napjainkban Boudica, korábban Boadicea néven ismerték, mely valószínűleg Publius Cornelius Tacitus leírásának középkori félrefordításából ered. Neve a különböző leírásokban számos formában előfordul, de majdnem biztos, hogy eredetileg Boudicca vagy Boudica volt. Ez a rekonstruált kelta *bouda szóból származik, melynek jelentése győzelem (átv. ír bua, Buaidheach, walesi buddug szó). A név a leírásokban különbözőképpen szerepel, a Lusitanián "Boudica"-nak, Bordeaux-ban "Boudiga" és Nagy-Britanniában "Bodicca"-nak írják.
A walesi és ír nyelv későbbi fejlődése alapján, Kenneth Jackson állítja, hogy a név helyes alakja Boudica, hangsúlyozva 'Bou-DÍ-ka' (ez első szótag megnyúlik, az i és a hang hosszú), bár a legtöbben rosszul, [bū-dĭk'ə]-nak ejtik.

### Prasutagus hagyatéka

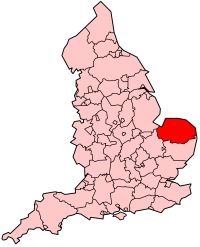
A mai Norfolk elhelyezkedése, ahol egykor az icenusok éltek.

Boudica férje, Prasutagus, az icenus törzs királya volt, aki a mai Norfolk területén uralkodott. Az icenus törzs területei ekkor még nem tartoztak közvetlen római felügyelet alá, mivel Claudius 43-as hódítását követően szövetséget kötöttek Rómával. Ragaszkodtak függetlenségükhöz és 47-ben, amikor a kormányzó, Publius Ostorius Scapula le akarta fegyverezni őket, fellázadtak. Lehetséges, hogy Prasutagust ez a római uralkodó juttatta hatalomra, miután ezt a felkelést elfojtották. Hosszú, feltűnően egészséges életet élt és, reménykedve abban, hogy megőrzi vérvonalát, örökösödési megállapodást kötött a római császárral és két lányával.
Bevált római eljárás volt, hogy a szövetséges királyságoknak csak addig hagyták meg függetlenségüket, amíg a kliensuralkodó életben volt, aki egyezséget kötött, hogy Róma az ő végrendelete szerint jár el: Bithynia és Galatia például csak ezen az úton lehetett a Birodalom provinciájává. A római jog az örökösödést csak apai vérvonalon engedélyezte. Tehát amikor Prasutagus meghalt, vérvonalának megőrzésére tett erőfeszítését semmissé nyilvánították és királyságát úgy csatolták a Birodalomhoz, mintha meghódították volna. A területeket és a tulajdont elkobozták és a nemeseket rabszolgákként kezelték. Tacitus elbeszélései alapján Boudicát megkorbácsolták és lányait megerőszakolták. Dio Cassius szerint a római tisztviselők, köztük Ifjabb Seneca is ezt a pontot választották, hogy behajtsák a kölcsönt. Tacitus ezt nem említi, ám kritikájának középpontjában a helytartó, Catus Decianus „kapzsisága” állt. Prasutagus úgy tűnt, hogy jól élt a rómaiaktól kölcsönkapott pénzből és halálával alattvalóira szállt az adósság.

## Boudica felkelése
Kr. u. 60-ban vagy 61-ben, míg az akkori kormányzó, Gaius Suetonius Paulinus, Észak-Walesben vezetett hadjáratot Anglesey szigetére a druidák ellen, Boudica vezetésével fellázadt az icenus és a szomszédos trinovant törzs.
Első célpontjuk Camulodunum (Colchester), az egykori trinovant és az akkori római helyőrség volt. A római veteránok, akiket a helyiek állandóan zaklattak és a helyben felépített Claudius császárnak szánt templom tette a várost a bosszú célpontjává. A várost a lázadók könnyen bevették és elpusztították, az utolsó túlélőket viszont, akik a templomban barikádozták el magukat, két napig ostromolták. A későbbi kormányzó, Quintus Petillius Cerialis akkor a IX. Hispana légiót a város megsegítésére vezényelte ki, ám serege elbukott.
Amikor a hírek elértek hozzá, Suetonius sietősen távozott a Watling Streeten, az ellenséges területen keresztül Londiniumba (London). A 43-ban alapított Londinium viszonylag új városnak számított, ám már akkor viruló kereskedelmi központ volt, melyet utazók, kereskedők és római hivatalnokok laktak. A helytartónak, Catus Decianusnak is valószínűleg ott volt a hivatala. Suetonius úgy gondolta, hogy a csatát ott vívja meg, ám az egyenlőtlen erőviszonyok miatt és Petilius vereségétől visszatántorodva úgy döntött, hogy a provincia megmentése érdekében feláldozza a várost. Londinium a lázadók kezére került, akik porig égették azt és mindenkit lemészároltak, aki nem ment el Suetoniusszal (erről tanúskodik az égett rom, melyet 60 előtti érmek és agyagedények borítottak. Verulamium (St. Albans) volt a következő célpont. A három lerombolt városban az elmondások szerint összesen körülbelül hetven-nyolcvanezer embert öltek meg.

### A római csapatok összevonása
Suetonius újraszervezte a XIV. Gemina légiót a XX. Valeria Victrix légió megmaradt katonáiból és néhány kéznél levő segédcsapatból. A II. Augusta légió prefektusa, Poenius Postumus nem reagált a hívásra, ám a kormányzónak így is tízezer embert sikerült összehívni. Az összecsapást ezidáig azonosítatlan helyszínen, valószínűleg Közép-Anglia nyugati területén, valahol a Watling Street mentén tervezte, úgy hogy a mögöttük egy fákkal övezett szoros volt. A brit felkelők jelentős számbeli fölényben voltak (Dio Cassius szerint 230 000 erős ember), ám a római taktikának és edzettségnek köszönhetően megnyerték a Watling Street-i csatát. A britek megpróbáltak elmenekülni, ám ebben megakadályozta őket családjuk jelenléte, akik a csatamező szélén szekérrel kialakított gyűrűben várakoztak és így rabszolgasorba vetették őket (A germán király, Ariovistus által elmondott feljegyzések szerint, ő is ugyanezt a hibát követte el Julius Caesar gall háborúiban). Tacitus feljegyezte, hogy „egyik jelentés alapján majdnem nyolcvanezer brit esett el” csupán négyszáz rómaival szemben. Tacitus szerint Boudica megmérgezte magát; Dio Cassius elmondása alapján megbetegedett, meghalt és fényűző temetésben részesült.

### A vereség helyszíne
Boudica vereségének helyszíne ismeretlen. A londoni legenda alapján ez a londoni Kings Cross közelében volt (a Battle Bridge Road közelében levő utca), és magát Boudicát a Kings Cross pályaudvar peronjainak egyike alatt temették el (különböző források szerint a nyolcas, kilences vagy a tízes peron alatt lehet a nyugvóhelye), ám Tacitus elbeszélése alapján Suetonius valószínűleg nem tért vissza Londonba. A legtöbb történész a vereség helyszínének a Közép-Anglia nyugati részét véli. Kevin K. Carroll úgy véli, hogy a hely közel lehet a High Cross-hoz Leicestershire megyében, a Watling Street és a Fosse Way kereszteződésénél, melyen a II. Augusta légió biztosan járt Exeter alapján, mely Suetonius hadseregének megbeszélt pihenőhelye volt. Manduessedum (Mancetter), a mai Atherstone városa, Warwickshire-ben szintén az egyik lehetőségként említhető.
Postumus, hallván a római győzelmet elejtette kardját. Catus Decianus elmenekült Galliába és helyére Gaius Julius Alpinus Classicianus helytartó lépett. Suetonius büntetéseket szabott ki, ám Classicianus kritikája Polyclitus, Nero felszabadított rabszolgája vezette vizsgálathoz vezetett és Suetoniust menesztették a kormányzói székből, akinek helyére Publius Petronius Turpilianus lépett. A történész Suetonius elmeséli, hogy a válság miatt Nero majdnem elhagyta Britanniát.

## Történelmi források
Tacitus, a kor legjelentősebb római történetírója különös érdeklődést tanúsított Britannia iránt, akárcsak Cnaeus Iulius Agricola, apósa és első könyvének témája, háromszor is járt ott. Suetonius Paulinus keze alatt szolgált tribunusként, így minden bizonnyal szemtanúja volt Boudica felkelésének.
Dio Cassius forrásai kevésbé bizonyítottak. Általában Tacitus beszámolói alapján írt, de leegyszerűsítette az események menetét és bővebb részletességgel ír, mint például a kölcsön behajtásáról, melyet Tacitus nem említett. Így ír Boudicáról:
„Boudica magas volt, félelmetes megjelenése és erőteljes hangja volt. Fénylő hajzuhataga a vállára omlott; gazdagon díszített arany nyakperecet viselt, többszínű tunikát és azon felül vastag köpenyt hordott, melyet egy bross tartott össze. Kezében hosszú lándzsát tartott, mely halálra rémített mindenkit, aki csak ráemelte tekintetét.”
Lejegyezte továbbá, hogy Boudica mindennemű rémtettet Andraste istennő nevében hajtott végre, melyet Dio Cassius valószínűleg Viktória, a győzelem római istennőjének brit megfelelőjeként azonosított. A Boudica név jelentése „győzelem”.
Általános elgondolás, melyet Gildas 6. századi vitairatában, a De Excidio Britanniae-ban is leírt, aki Boudicát tipikusan eltérve a valóságtól „alattomos nőstény oroszlánként” említette, habár hiányában volt a Britannia római meghódításáról szóló történelemnek, így ez távol állhat a valóságtól.

## Kulturális vonatkozások

### Történelem és irodalom
A középkorban Boudica neve feledésbe merült. Nem jelenik meg Bedánál, a Historia Brittonumban, a Mabinogionban és Geoffrey of Monmouth History of the Kings of Britain című művében sem. Ám Tacitus és Dio Cassius munkája alapján a reneszánsz korában ismét felfedezték és ezzel Polydore Virgil 1534-ben ismét bevette a brit történelembe. Azonban egy félreértésből eredően, mivel Tacitus művében „Voadicea”-ként, Dio Cassius pedig műveiben „Bunduica”-ként említi, két különböző nőként azonosította. Boudica története Raphael Holinshed Chronicles című művében is megtalálható és Shakespeare fiatal kortársait, Francis Beaumont-ot és John Fletchert a Bonduca című színdarab megírására ihlette, 1610-ben. William Cowper népszerű verset írt Boadicea, an ode címmel 1782-ben.
Boudica hírneve a viktoriánus korban lett legendává. Viktória királynő saját „névrokonának” tekintette. Viktória udvari költője, Alfred, Lord Tennyson verset írt róla Boadicea címen. Albert herceg megbízásából Thomas Thornycroft készített hatalmas bronz szobrot, melyen Boudica harci szekerén két lánya mellett áll (perzsa mintára a harciszekereket sarlóval felszerelve ábrázolja). 1905-ben készült el a mű és a Westminster-híd és a Parlament mellett áll. Ironikusan a nagy imperialistaellenes felkelőből mostanra a Brit Birodalom jelképe lett.
Boudica alakja számos regényt ihletett: ilyen például Rosemary Sutcliff 1978-as gyermekeknek szóló történelmi regénye, a Song for a Dark Queen és Manda Scott regénysorozata, a Sas látomása, a Bika látomása, a Kutya látomása és a közeljövőben megjelenő A kígyólándzsa látomása. Joyce Doré írt Hemlock címen (ISBN 1898030197) egy 2002-ben kiadott, Boudica életéről szóló könyvet, melyben Boudicát és két lányát Rómába viszik, még Nero előtt és ott isszák meg a bürökből készült italt. Doré azt állítja hogy médium volt és könyve a vele kapcsolatba került történelmi személyeken alapul.

### Filmek és televízióműsorok
Boudica a témája két játékfilmnek is, az egyik az 1928-as Boadicea Phyllis Nielson-Terry főszereplésével, a másik a 2003-as Az elveszett kard legendája tévéfilm, melyet Andrew Davies írt és a főszerepet Alex Kingston játssza. A Thames Television egy brit sorozatot készített 1978-ban Warrior Queen címen, melyben Boudicát Siân Phillips és Catus Decianust Nigel Hawthorne játssza.

### Zene
Az ír énekesnő/zeneíró, Enya 1986-os Enya albumán megjelentetett egy dalt „Boadicea” címen. (Az album dalai a The Celts dokumentumfilmhez készültek.) Ezt a számot egy rapegyüttes, a The Fugees is feldolgozta „Ready or Not” című számukhoz (az 1996-os The Score albumon), majd Mario Winans (Sean "P. Diddy" Combs közreműködésével) is, „I Don't Wanna Know” (2004) című számában. A számot a Sleepwalkers film zenéjében is felhasználták.
A skót énekes/zeneíró Steve McDonald írt életrajzi jellegű dalt „Boadicea” címmel 1997-es Stone of Destiny albumán, mely Boudica életét és tragikus halálát részletezi. Egy brit rockbanda, a The Libertines „Queen Boadicea”-ra mutatnak a „The Good Old Days” számukban, jelezve, hogy hiszik, a hagyomány még mindig él a brit emberekben. A brit metálegyüttes, a BalSagoth írt dalt „Blood Slakes the Sand at the Circus Maximus” (a Battle Magic albumon) címmel, melynek főszereplője az icén harcos, Boudica felkeléséről, elfogásáról és Rómába hurcolásáról szól.

### Egyéb kulturális vonatkozások
Olyan megalapozatlan jelentések is szárnyra kaptak, miszerint Boudica nyughatatlan szellemét Lincolnshire-ben látták. Ezek a feljegyzések a 19. század közepéről származnak: Boudicát harciszekerén valami ismeretlen cél felé látták száguldani és sok utazó, illetve autóvezető vélte látni őt. Viták folynak arról, hogy mióta tart mindez. Néhányan azt vallják, hogy a királynő elveszett lelke halála óta megjelenik, míg mások úgy vélik, hogy Boudica történetének felelevenítése hívta vissza a mi világunkba a 19. században. 
1984-ben Judy Grahn Another Mother Tongue című könyvében úgy véli, hogy Boudicától ered a napjainkban használt angol „bull dyke” szó (a leszbikus vulgáris meghatározása); ez nem valószínűsíthető.
Az 1990-es években, a DC Comics Green Lantern Corps képregényében az egyik szereplő neve Boodikka, aki egy vad női harcost testesít meg.
2003-ban az LTR a vérmétely betegséget, a Schistosoma mansoni-t (bélrendszeri vérmétely betegség) nevezte el Boudicca-nak.

## További olvasmányok
- Vanessa Collingridge; Boudica, Ebury, London, 2004
- Richard Hingley & Christina Unwin, Boudica: Iron age Warrior Queen, 2004
- Christiane Eulere: The Celts: First Masters of Europe (p. 93.), Thames & Hudson, 2005 ISBN 0 500 300348
- Manda Scott: Boudica   1+2+3 k.(a törzsi Britannia kiváló harcosának élettörténete) PÉCS, 2004. Alexandra K. ISBN 963 368 832 9